# Francisco Barbosa (compositor)
Francisco Barbosa (fl. 1649/1654) foi um poeta e compositor português do Barroco que esteve ativo em Xerez da Fronteira, [[Espanha]

## Biografia

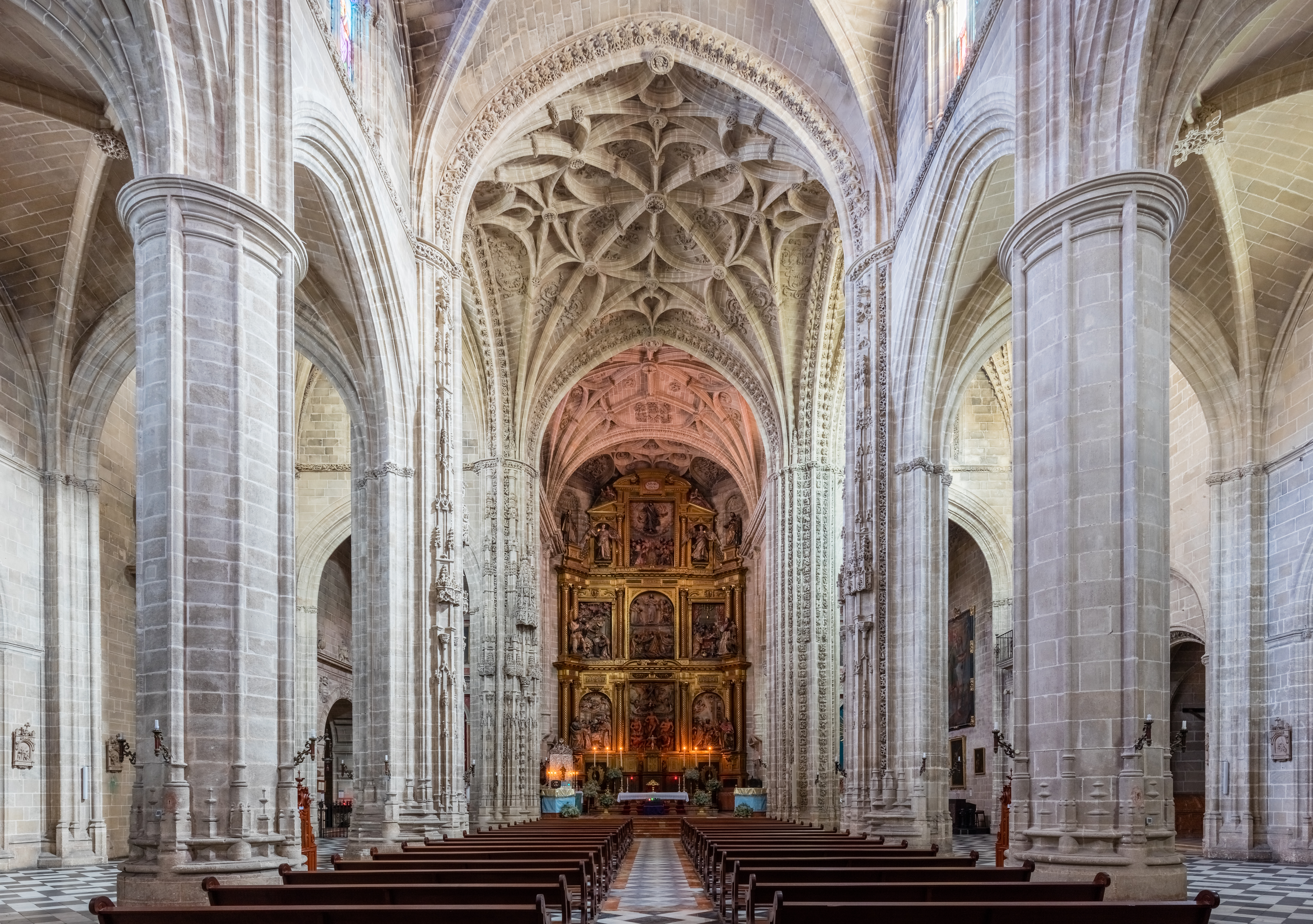
Igreja de São Miguel, Xerez da Fronteira.

Da biografia de Francisco Barbosa muito pouco se conhece. Nasceu em Portugal durante o século XVII e após ter-se feito presbítero e licenciado ocupou o cargo de mestre de capela e sochantre da Igreja de São Miguel de Xerez da Fronteira, na Andaluzia, pelo menos durante o período compreendido entre 1649 e 1654. É então possível que tivesse conhecido Andrés Botello, outro português ativo na região e sensivelmente pela mesma altura como mestre de capela.
Da sua obra poética sobrevive pelo menos um romance sacro “Oh Bárbara prodigiosa” e o texto de vilancicos a várias línguas que escreveu e organizou para a celebração das matinas do Natal de 1649 no mesmo templo jerezano. Da sua música subsiste um tono humano, “A los combates del aire”, que viajou até ao Novo Mundo, comprovando a sua qualidade enquanto músico, e hoje se conserva no Arquivo Histórico Arquidiocesano da Catedral de Guatemala.